# Olympische Jugend-Sommerspiele 2010/Segeln
Bei den Olympischen Jugend-Sommerspielen 2010 in Singapur wurden vom 17. bis 25. August 2010 vier Wettbewerbe im Segeln ausgetragen. Die Wettkämpfe fanden im National Sailing Centre statt.

## Jungen

### Byte CII
Die Finalwettkämpfe wurden am 25. August ausgetragen.
| Platz | Land                         | Athlet           | Punkte |
| ----- | ---------------------------- | ---------------- | ------ |
| 1     | Amerikanische Jungferninseln | Ian Barrows      | 44     |
| 2     | Deutschland                  | Florian Haufe    | 60     |
| 3     | Niederländische Antillen     | Just van Aanholt | 62     |

- Sebastien Schneiter belegte mit 157 Punkten Platz 22.

### Techno 293
Die Finalwettkämpfe wurden am 25. August ausgetragen.
| Platz | Land                   | Athlet                   | Punkte |
| ----- | ---------------------- | ------------------------ | ------ |
| 1     | Israel                 | Mayan Rafic              | 22     |
| 2     | Hongkong               | Chun Leung Michael Cheng | 31     |
| 3     | Vereinigtes Königreich | Kieran Martin            | 32     |

## Mädchen

### Byte CII
Die Finalwettkämpfe wurden am 25. August ausgetragen.
| Platz | Land        | Athlet               | Punkte |
| ----- | ----------- | -------------------- | ------ |
| 1     | Österreich  | Lara Vadlau          | 27     |
| 2     | Niederlande | Daphne van der Vaart | 41     |
| 3     | Deutschland | Constanze Stolz      | 57     |

- Alexandra Rayroux belegte mit 108 Punkten Platz 13.

### Techno 293
Die Finalwettkämpfe wurden am 25. August ausgetragen.
| Platz | Land     | Athlet                 | Punkte |
| ----- | -------- | ---------------------- | ------ |
| 1     | Thailand | Siripon Kaewduang-Ngam | 22     |
| 2     | Italien  | Veronica Fanciulli     | 39     |
| 3     | Singapur | Audrey Pei Lin Yong    | 43     |